# فرانکنهاردت
فرانکنهاردت (به آلمانی: Frankenhardt) یک شهر در آلمان است که در Schwäbisch Hall واقع شده‌است.